# Thagria fuscoscuta
Thagria fuscoscuta är en insektsart som beskrevs av Zhang 1994. Thagria fuscoscuta ingår i släktet Thagria och familjen dvärgstritar. Inga underarter finns listade i Catalogue of Life.